# امیرحسین حسینی
امیرحسین حسینی (زادهٔ ۱۸ آبان ۱۳۷۶) کشتی‌گیر آزادکار، ورزشکار تیم ملی ایران است.
امیرحسین حسینی در مسابقات کشتی آزاد آسیایی بزرگسالان ۲۰۲۰ در دهلی نو در وزن ۷۰ کیلوگرم کشتی آزاد مدال نقره را کسب کرد.
امیرحسین حسینی درمسابقات جوانان آسیا۲۰۱۷دروزن ۶۶کیلوگرم به مدال نقره رسید.
امیرحسین حسینی درمسابقات جوانان جهان سال۲۰۱۷درکشور فنلاند به مقام پنجم دست یافت.
امیرحسین‌حسینی‌ صاحب‌ مدال‌ طلای‌ جام‌ تختی‌ کرمانشاه‌ شد.

## فعالیت حرفه‌ای ورزشی

### زیر ۲۳ سال جهان ۲۰۱۹
در وزن ۷۰ کیلوگرم امیرحسین حسینی در دور اول با نتیجه ۵ بر ۲ آرمان آندراسیان از ارمنستان را مغلوب کرد. وی در دور بعد مقابل انس اوشلو از ترکیه با نتیجه ۴ بر ۳ پیروز شد و به مرحله یک چهارم نهایی راه یافت. وی در این مرحله امر حسین از مصر را با نتیجه ۵ بر ۲ از پیش رو برداشت و راهی مرحله نیمه نهایی شد. حسینی در این مرحله و برای حضور در دیدار فینال به مصاف چرمان والیف از کشور روسیه رفت و با نتیجه ۱۰ بر صفر شکست خورد و راهی دیدار رده‌بندی شد. وی در این دیدار مقابل داود ایبراگیموف از آذربایجان با نتیجه ۲ بر ۲ و ضربه فنی مغلوب و پنجم شد.

### قهرمانی آسیا ۲۰۲۰
امیرحسین حسینی پس از استراحت در دور اول در دور دوم مقابل میرجان آشیروف دارنده مدال برنز آسیا از قزاقستان با نتیجه ۵ بر ۴ پیروز شد. وی در دور بعد و در مرحله نیمه نهایی ناوین از هند را با نتیجه ۳ بر ۲ از پیش رو برداشت و به دیدار فینال راه یافت. حسینی در دیدار فینال و در مصاف با الیاس بکبولاتوف از ازبکستان با نتیجه ۱۰ بر ۴ مغلوب شد و به مدال نقره رسید.

### قهرمانی آسیا ۲۰۲۱
در وزن ۷۰ کیلوگرم امیرحسین حسینی در دور اول با نتیجه ۳ بر یک مقابل کاران مور از هند مغلوب شد و با توجه به شکست این کشتی گیر هندی در مرحله یک چهارم نهایی، حسینی از دور رقابت‌ها کنار رفت.